# تشو يوشن
تشو يوشن (بالصينية: 周煜辰) هو لاعب كرة قدم صيني في مركز حراسة المرمى، ولد في 12 يناير 1995 في يفانغ في الصين. لعب مع هيبي شينا فورشن.

## وصلات خارجية
- تشو يوشن على موقع قاعدة بيانات كرة القدم.إي يو (الإنجليزية)
- تشو يوشن على موقع Soccerway.com (الإنجليزية)